# Teucholabis martinezi
Teucholabis martinezi är en tvåvingeart som beskrevs av Alexander 1962. Teucholabis martinezi ingår i släktet Teucholabis och familjen småharkrankar.
Artens utbredningsområde är Bolivia. Inga underarter finns listade i Catalogue of Life.